# Dilophus flavistigma
Dilophus flavistigma är en tvåvingeart som beskrevs av Edwards 1935. Dilophus flavistigma ingår i släktet Dilophus och familjen hårmyggor. Inga underarter finns listade i Catalogue of Life.